# PGC 63719
LEDA/PGC 63719 (auch IC 4900-2) ist eine Spiralgalaxie vom Hubble-Typ S.. im Sternbild Teleskop am Südsternhimmel. Die Galaxie bildet mit IC 4900 eine optische (?) Doppelgalaxie.